# Eudistoma hospitale
Eudistoma hospitale is een zakpijpensoort uit de familie van de Polycitoridae. De wetenschappelijke naam van de soort werd in 1998 voor het eerst geldig gepubliceerd door Françoise Monniot.